# Sven Kahlert
Sven Kahlert (* 14. Oktober 1970 in Dresden) ist ein deutscher Fußballtrainer.

## Werdegang
Kahlert übernahm zur Saison 2009/10 zunächst den Posten des Co-Trainers beim Frauen-Bundesligisten 1. FFC Frankfurt und wurde im Oktober 2009 Nachfolger des entlassenen Cheftrainers Günter Wegmann. Kahlert, der vor seinem Wechsel zum FFC männliche Jugendteams beim 1. FSV Mainz 05 und den Offenbacher Kickers betreut hatte, führte die Mannschaft zum DFB-Pokalsieg 2011. Am 12. September 2012 wurde er vom FFC Frankfurt beurlaubt.
Im März 2013 übernahm er den Trainerposten beim Bundesligakonkurrenten FCR 2001 Duisburg. Nachdem nahezu alle Spielerinnen und Trainer wegen der Insolvenz des FCR 2001 Duisburg zum Meidericher Spielverein 02 e.V. Duisburg gewechselt waren, war Kahlert nun Trainer des MSV Duisburg. Im Mai 2014 folgte die Trennung, nachdem er mit der Mannschaft die Klasse gehalten hatte.
Im Dezember 2014 wurde Kahlert Trainer des abstiegsbedrohten Frauenbundesligisten SC Sand. Im August 2015 verließ er den Frauenbundesligisten, ebenfalls nach erfolgreichem Klassenerhalt, und wurde Leiter des Nachwuchsleistungszentrums des SV Wehen Wiesbaden.

## Erfolge
mit dem 1. FFC Frankfurt:
- DFB-Pokal-Sieg 2011
- Finalteilnahme im DFB-Pokal 2012
- Finalteilnahme Champions League der Frauen 2012